# Juan Alberto Schiaffino
Juan Alberto Schiaffino Villano (Montevideo, 1925. július 28. – Montevideo, 2002. november 13.) világbajnok uruguayi, majd olasz válogatott labdarúgó, edző.

## Pályafutása

### Klubcsapatban
1943 és 1954 között a Peñarol labdarúgója volt, ahol hat bajnoki címet szerzett a csapattal. Az 1954-es világbajnokság után Olaszországba szerződött. 1954 és 1960 között az AC Milan játékosa volt, ahol három bajnoki címet szerzett az együttessel. 1960 és 1962 között az AS Roma csapatában szerepelt. Tagja volt az 1960–61-es idényben VVK-győztes csapatnak.

### A válogatottban
1946 és 1954 között 21 alkalommal szerepelt az uruguayi válogatottban és nyolc gólt szerzett. Két világbajnokságon vett részt.
Az 1950-es brazíliai világbajnokságon a hazai csapat volt az esélyes a végső győzelemre. A legjobb négy csapat Brazília, Uruguay, Svédország és Spanyolország körmérkőzésen döntötte el a világbajnoki cím sorsát. Az első két fordulóban a brazil csapat fölényesen legyőzte a svéd és a spanyol válogatottat, míg az uruguayi válogatott a svédeket legyőzte, de Spanyolországgal döntetlent játszott. Az utolsó fordulóban a Brazília elleni mérkőzésen dőlt el az aranyérem sorsa, ahol a braziloknak a döntetlen is elég lett volna a világbajnoki címhez. 0–0-s első félidő után a 47. percben Friaça góljával a hazai csapat szerzett vezetést még közelebb kerülve a végső győzelemhez. A 66. percben Schiaffino váratlanul egyenlített, amely a brazilokat teljesen megbénította. A 79. percben Ghiggia a vezetést is megszerezte az uruguayi csapat számára. A 2–1-es győzelemmel az uruguayi csapat lett a világbajnok.
Az 1954-es svájci világbajnokságon a csoportjában az élen végzett az uruguayi válogatott miután a csehszlovák válogatottat 2–0-ra, a skótot 7–0-ra legyőzte. A legjobb nyolc között az angol válogatottat verték 4–2-re. Az elődöntőben a végső győzelemre is esélyes magyar válogatottal játszottak felejthetetlen mérkőzést. 2–0-s magyar vezetés után az utolsó negyedórában sikerült egyenlíteniük. A rendes játékidőben 2–2-re állt a mérkőzés, a hosszabbítás első negyedórájában nem született gól. Végül Kocsis szerzett két gólt (109. és 116. percben) és ezzel 4–2-re kapott ki az uruguayi csapat. A bronzmérkőzésen 3–1-es vereséget szenvedtek az osztrák válogatottól és a címvédőként a negyedik helyen végzett az uruguayi csapat.
Az osztrákok elleni július 3-i mérkőzésen szerepelt utoljára Schiaffino az uruguayi válogatottban. Öt hónap múlva, december 5-én már az olasz válogatott tagjaként lépett pályára Rómában az argentin válogatott elleni barátságos találkozón, ahol 2–0-s hazai győzelem született. 1954 és 1958 között négy alkalommal szerepelt az olasz válogatottban.

### Edzőként
1974–75-ben az uruguayi válogatott szövetségi kapitánya volt. Az 1975-ös Copa Amércián bronzérmet szerzett a csapattal. 1975–76-ban a Peñarol vezetőedzőjeként tevékenykedett.

## Játékstílusa
Schiaffino szokatlanul nagy érzéket mutatott az összjáték iránt, de nem szerette a tologatást, a rövid passzokat. Gyakran lelassította a játékot, és lassan vezette a labdát, ekkor a lehetőségeken gondolkodott. Ha nem látott lehetőséget, ahova passzolhatott volna, akkor ő maga kezdeményezett, villámgyorsan áttört a védelmen, és legtöbbször már távolról, 20-30 méterről is lőtt. Nem driblizett, inkább testcselekkel próbálta megzavarni ellenfeleit. Schiaffino törékeny alkatúnak látszott, de nem lehetett könnyen elnyomni. Ha kellett, megharcolt a labdáért. Lendület, bátorság, rúgótechnika, fejlett taktikai érzék jellemezte a kor egyik legjobb játékosát.

## Sikerei, díjai

### Játékosként
Uruguay
- Világbajnokság
  - aranyérmes: 1950, Brazília

 Peñarol
- Uruguayi bajnokság
  - bajnok (6): 1944, 1945, 1949, 1951, 1953, 1954

 AC Milan
- Olasz bajnokság (Serie A)
  - bajnok (3): 1954–55, 1956–57, 1958–59
- Latin kupa
  - győztes: 1956

 AS Roma
- Vásárvárosok kupája (VVK)
  - győztes: 1960–61

### Edzőként
Uruguay
- Copa América
  - bronzérmes: 1975